# PINK1
PINK1 (pour « PTEN-induced putative kinase 1 ») est une kinase mitrochondriale dont le gène est le PINK1 situé sur le chromosome 1 humain.

## Rôles
Il joue un rôle important dans l'homéostasie des mitochondries en intervenant dans l'autophagie de ces dernières. Il intervient également dans l'intégrité de la chaîne de transport d'électrons. Il intervient ainsi dans plusieurs tissus, dont les neurones mais aussi le muscle cardiaque et le poumon, protégeant ce dernier de la fibrose pulmonaire.

## En médecine
La mutation du PINK1 est responsable d'une forme précoce et familiale de maladie de Parkinson, appelée « maladie de Parkinson de type 6 » ou PARK6. La forme inactive du PINK1 entraîne une altération des mitochondries des neurones dopaminergiques et une concentration augmentée en dérivés réactifs de l'oxygène qui est délétère pour la cellule.